# Doddagubbi, Bangalore South
Doddagubbi là một làng thuộc tehsil Bangalore South, huyện Bangalore Urban, bang Karnataka, Ấn Độ.